# Angela Aames
Angela Aames, nome d'arte di Lois Marie Tlustos (Pierre, 27 febbraio 1956 – Los Angeles, 27 novembre 1988), è stata un'attrice statunitense.
Presente maggiormente in ruoli minori e attiva tra la fine degli anni settanta e l'inizio degli anni ottanta, Angela Aames ha svolto principalmente la sua carriera in ruoli televisivi, recitando anche in alcuni film di rilievo quali Scarface di Brian DePalma e Bachelor Party - Addio al celibato, con protagonista Tom Hanks. 
È morta prematuramente all'età di 32 anni.

## Biografia
Lois Marie Tlustos nasce il 27 febbraio 1956 a Pierre, nel Sud Dakota. Dopo aver frequentato l'università, negli anni settanta si trasferisce in California per studiare recitazione presso il Lee Strasberg Theatre and Film Institute. Ottiene il suo primo ruolo cinematografico nel film Pornorella del 1978, nel ruolo di Little Bo Peep. L'anno dopo prende parte alla pellicola H.O.T.S. nei panni di Boom-Boom Bangs e recita in un episodio della serie televisiva Angie. Nel 1980 recita in un episodio della seconda stagione di Mork & Mindy, in cinque episodi della serie Truck Driver (1979-1981) e in due film televisivi, The Comeback Kid e La bionda di quest'anno.
Nel 1981 recita in una puntata della serie poliziesca Hill Street giorno e notte e ricopre ruoli minori in due film televisi, La mongolfiera di Charlie e The Perfect Woman; nello stesso anno prende parte anche alla commedia California Dolls diretta da Robert Aldrich. Nel 1982 recita nel film Boxoffice e nella sitcom Cin cin, successivamente ottiene un piccolo ruolo nel remake di Brian DePalma Scarface, nei panni di una donna al Babylon Club. Sempre nel 1983, recita nella sitcom Love Boat e in un episodio della serie televisiva di fantascienza Automan, nei panni di una barista, prendendo parte anche al film tv Likely Stories, Vol. 4 e recita nel cortometraggio Focus on Fishko. In Bachelor Party - Addio al celibato del 1984, con protagonista Tom Hanks, Angela Aames impersona il ruolo di Mrs. Klupner, successivamente viene ingaggiata per recitare nel primo episodio dell'ultima stagione di Alice e nel film televisivo The Cracker Brothers.
Nel 1985 è protagonista del B-Movie di fantascienza The Lost Empire, nel ruolo di Heather McClure, recitando anche in Militari su con la vita, e nelle serie televisive Brothers e Hardcastle & McCormick. Un anno dopo ricopre il ruolo di Miss Vanders, nel film a basso costo Supermarket horror di Jim Wynorski. Ha recitato anche nelle serie televisive Professione pericolo, in quattro episodi della sitcom Giudice di notte (in ruoli differenti) e in The Dom DeLuise Show. La sua ultima apparizione è nel film Flex del 1988.
Il 27 novembre 1988, alla prematura età di 32 anni, viene rinvenuto il suo corpo esanime a casa di un amico, nel quartiere di West Hills a Valle di San Fernando, nella contea di Los Angeles. Il medico legale ha dichiarato che la causa della morte è stata il deterioramento del muscolo cardiaco, causato probabilmente da un virus.

## Filmografia

### Attrice

#### Cinema
- Pornorella (Fairy Tales), regia di Harry Hurwitz (1978)
- H.O.T.S., regia di Gerald Seth Sindell (1979)
- California Dolls (...All the Marbles), regia di Robert Aldrich (1981)
- Boxoffice, regia di Josef Bogdanovich (1982)
- Scarface, regia di Brian DePalma (1983)
- Bachelor Party - Addio al celibato (Bachelor Party), regia di Neal Israel (1984)
- The Lost Empire, regia di Jim Wynorski (1985)
- Militari su con la vita (Basic Training), regia di Andrew Sugerman (1985)
- Supermarket horror (Chopping Mall), regia di Jim Wynorski (1986)
- Flex, regia di Harry Grant, Pat Domenico e Sally Marschall (1988)

#### Televisione
- Angie – serie TV, episodio 2x12 (1979)
- Mork & Mindy – serie TV, episodio 2x20 (1980)
- The Comeback Kid – film TV (1980)
- La bionda di quest'anno – film TV (1980)
- Truck Driver – serie TV, 5 episodi (1979-1981)
- Hill Street giorno e notte – serie TV, episodio 1x12 (1981)
- La mongolfiera di Charlie – film TV (1981)
- The Perfect Woman – film TV (1981)
- Cin cin – serie TV, episodio 1x02 (1982)
- Love Boat – serie TV, episodio 6x29 (1983)
- Automan – serie TV, episodio 1x02 (1983)
- Likely Stories, Vol. 4 – film TV (1983)
- The Cracker Brothers – film TV (1984)
- Alice – serie TV, episodio 9x01 (1984)
- Brothers – serie TV, episodio 2x24 (1985)
- Hardcastle e McCormick – serie TV, episodio 3x11 (1985)
- Professione pericolo – serie TV, episodio 3x14-5x10 (1984-1986)
- Giudice di notte – serie TV, 4 episodi (1985-1987)
- The Dom DeLuise Show  – serie TV, episodio 1x01 (1987)

#### Cortometraggi
- Focus on Fishko, regia di Peter Bonerz (1983)